# Perophora namei
Perophora namei is een zakpijpensoort uit de familie van de Perophoridae. De wetenschappelijke naam van de soort is voor het eerst geldig gepubliceerd in 1928 door Hartmeyer & Michaelsen.